# Kashif Ahmad
Kashif Ahmad er en dansk-pakistansk politiker fra Radikale Venstre, tidligere Alternativet, Ny Alliance, Hvidovrelisten og Nationalpartiet.
Kashif Ahmad har blandt andet baggrund som lærer.

## Politisk karriere
Ved folketingsvalget i 2007 var Kashif og Aamer Ahmad opstillet som folketingskandidater for Ny Alliance. Kashif Ahmad blev i den forbindelse overfaldet ved en ramadanfest, fordi han var engageret i politik. Brødrene blev ikke indvalgt i Folketinget, hvorefter de forlod Ny Alliance.
Kashif Ahmad blev ved kommunalvalget i 2013 indvalgt i kommunalbestyrelsen i Hvidovre som repræsentant for Hvidovrelisten. Otte måneder senere forlod han listen og blev løsgænger.
I 2014 stiftede han Nationalpartiet sammen med sine brødre, Aamer og Asif. Kashif Ahmad var formand for partiet. Efter stiftelsen af Nationalpartiet nåede dette ikke at blive opstillingsberettiget til folketingsvalget i 2015. Flere af partiets medlemmer opstillede derfor i stedet som uafhængige kandidater; således opstillede Kashif Ahmad i København uden at blive valgt ind.
I januar 2019 meddelte Ahmad, at han var skiftet til Alternativet og ønskede at blive folketingskandidat for partiet. Den 13. marts 2020 offentliggjorte Ahmad på Facebook at han har meldt sig ud af Alternativet grundet intern splid og uroligheder.
I maj 2020 meddelte Ahmad, at han havde meldt sig ind i Radikale Venstre.

## Personligt
Kashif Ahmads forældre er af pakistansk oprindelse, men han og hans brødre er selv født i Danmark. Kashif Ahmad har tidligere fungeret som talsmand for Ahmadiyya-muslimernes menighed ved Nusrat Djahan-moskeen i Hvidovre.